# Boruja Kościelna

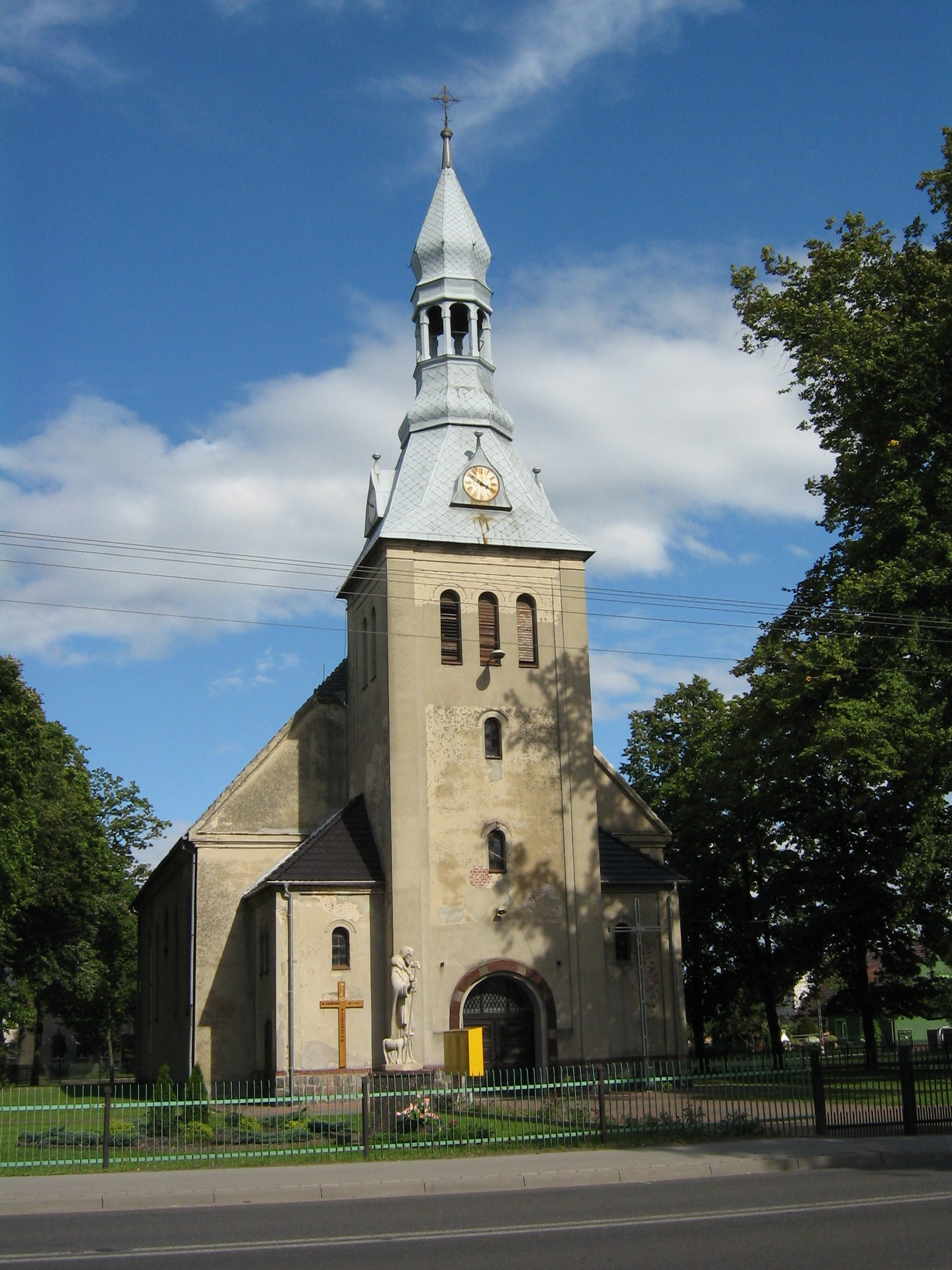
Dorfkirche Boruja Kościelna

Boruja Kościelna (deutsch Kirchplatz Borui) ist ein Dorf in der Gmina Nowy Tomyśl im Powiat Nowotomyski in der polnischen Woiwodschaft Großpolen. Der Ort liegt 6 Kilometer südlich von Nowy Tomyśl und 56 Kilometer westlich von Posen. 
Boruja Kościelna wurde im 18. Jahrhundert als eine hauländische Siedlung gegründet. 

## Kulturdenkmale
Denkmalgeschützt und sehenswert ist die ehemalige evangelische Dorfkirche Boruja Kościelna, die 1776/77 erbaut wurde. Ihren prächtigen Turm erhielt die Kirche erst um das Jahr 1900. Nach der Flucht eines Großteils der deutschen Bevölkerung im Januar 1945 und der darauffolgenden Übernahme der Gebiete durch Polen wurde die Kirche zu einer katholischen Kirche. Am 11. Mai 1945 wurde das Gotteshaus eingeweiht und der erste katholische Gottesdienst abgehalten. Unter Denkmalschutz stehen neben dem Kirchengebäude auch der Kirchfriedhof und das ehemalige Pfarrhaus mit dem Pfarrhausgarten.